# Batrachoides pacifici
Batrachoides pacifici е вид лъчеперка от семейство Batrachoididae. Видът не е застрашен от изчезване.

## Разпространение и местообитание
Разпространен е в Еквадор, Колумбия, Коста Рика, Панама и Перу.
Обитава сладководни и полусолени басейни, тропически води, пясъчни дъна на морета и крайбрежия. Среща се на дълбочина от 1 до 50 m.

## Описание
На дължина достигат до 43 cm.